# Матијас Синделар
Матијас Синделар (Козлов, 10. фебруар 1903 — Беч, 23. јануар 1939) био је аустријски професионални фудбалер. Сматран једним од највећих играча свих времена, Синделар је играо за Аустрију из Беча и репрезентацију Аустрије.
Играо је као центарфор за прослављену репрезентацију Аустрије с почетка 1930-их која је постала позната као Вундертим, освојивши четврто место на Светском првенству 1934. године. Познат као „Моцарт фудбала“ или Дер Папиерен („Човек од папира“) због своје благе грађе, био је познат као један од најбољих предратних фудбалера, познат по својој фантастичној способности дриблинга и креативности. Проглашен је за најбољег аустријског фудбалера 20. века у анкети Међународне федерације за фудбалску историју и статистику (IFFHS) 1999. године а годину дана раније проглашен је за аустријског спортисту века.

## Детињство
Чешког порекла, Синделар је рођен као Матеј Шинделар у Козлову, Моравска, тада у саставу Аустроугарске империје, син Јана Шинделара, зидара, и његове жене Мари (рођене Швенгрове). Упркос повременим тврдњама да је Синделар јеврејског порекла, породица је била католичка. Преселили су се у Беч 1905. године и настанили се у округу Фаворитен, који је имао велику заједницу у којој се говори чешки. Млади Матеј/Матијас почео је да игра фудбал на улицама Беча.

## Репрезентатиција

### Репрезентација Аустрије
Од 1926. до 1937. Синделар је одиграо 43 утакмице за своју репрезентацију и постигао 26 голова. Постигао је четири гола у своја прва три међународна меча, укључујући један у свом дебитантском мечу, победи над Чехословачком резултатом 2:1 28. септембра 1926. године. 

### Светско првенство 1934.
Синделар и Аустрија су се посебно истакли на Светском првенству 1934. Врхунац је био њихова победа над Мађарском у четвртфиналу, када је Синделар био чуван од стране Шарошија који је освојио сребрну медаљу на следећем светском првенству у Француској. У сусрету пуном модрица, један Мађар је искључен, а Јохан Хорват, аустријски везиста, је повређен и пропустио је полуфинале против Италије. Аустрија је тада поражена од земље домаћина, а Синделар је био грубо чуван од стране Луиса Монтија.

### Аустрија против Немачке 1938.
3. априла 1938. године, аустријски тим је играо са Немачком на стадиону Пратер у Бечу последњу утакмицу као независни аустријски тим, пошто је неколико недеља раније Немачка анектирала Аустрију (Аншлус) и нацисти су наредили распуштање аустријског тима и спајање са Немачком, иако се Аустрија квалификовала за Светско првенство у фудбалу 1938 .
У 43 утакмице које је Синделар одиграо за Аустрију, репрезентација је имала укупан рекорд од 25 победа, 11 ремија и 7 пораза.

## Смрт
Увек одбијајући да напусти своју домовину, Синделар је одбио да игра за Немачку након што је Аустрија припојена нацистичкој Немачкој 1938. године (аншлус), наводећи старост (до тада 35 година) или повреду као изговор.
Дана 23. јануара 1939. Синделар и његова девојка Камила Кастањола пронађени су мртви у стану у којем су живели у Бечу; у званичној пресуди је као узрок наведено тровање угљен-моноксидом. Различите теорије су спекулисале да је његова смрт била несрећа, самоубиство или убиство.